# Elección presidencial de la República Centroafricana de 1999
Las elecciones presidenciales de la República Centroafricana de 1999 se efectuaron el 19 de septiembre de ese mismo año. Corresponde el primer período presidencial que termina bajo normalidad democrática y se realizan elecciones conforme a las leyes, donde el Presidente en ejercicio Ange-Félix Patassé, logra imponerse en primera vuelta con un 51,63% de los votos válildamente emitidos. La participación ciudadana en estos comicios alcanzó un 59,1% de los inscritos para emitir sufragio.

## Campaña

### Reelección dePatassé
La campaña a la reelección de parte del Presidente Ange-Félix Patassé se vio envuelta en una serie de conflictos laborales y manifestaciones desde los trabajadores hasta los militares. Este malestar social, unido a la crisis económica que sufría el país y los altos índices de corrupción que marcó su primera administración, no le impidieron volver a ganar la Presidencia por otro período de seis años. Incluso habiendo candidatos independientes en la papeleta que salieron de sectores políticos cercanos al mandatario. Desde el triunfo de Patassé hasta 2009 se vivió en el país un clima de violencia con conatos de golpe de Estado que fueron protagonizados por los generales André Kolingba y François Bozizé, los cuales fueron sofocados.

## Resultados electorales
|  | 51,63 % |

|  | 19,38 % |

|  | 11,15 % |

|  | 6,06 % |

|  | 4,19 % |

|  | 3,14 % |

|  | 1,33 % |

|  | 1,31 % |

|  | 0,94 % |

|  | 0,86 % |